# Taeniaptera mediofusca
Taeniaptera mediofusca är en tvåvingeart som beskrevs av Willi Hennig 1934. Taeniaptera mediofusca ingår i släktet Taeniaptera och familjen skridflugor. Inga underarter finns listade i Catalogue of Life.